# Michael Jonzun
Michael Edwin Johnson é um músico e produtor musical de electro e especialmente de electro-funk. Nasceu na Flórida e formou o trio Jonzun Crew, em Boston, com Steve Thorpe e Gordoy Digno. Ele gravou vários LPs com pouco sucesso durante a década de 1980 e produziu gravações de muitos outros artistas. Seu irmão e colaborador frequente é Maurice Starr, ambos colaboraram na produção dos discos de boy band New Edition e New Kids on the Block. Atualmente segue carreira solo e lançou um álbum pela A&M Records.

## Discografia
- Money Ins't Everything (1986)